# Tatra 11

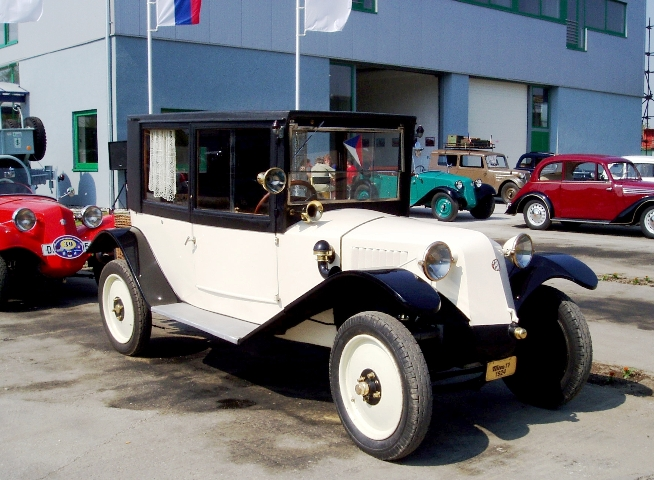
Tatra 11 (1923)

Tatra 11 var en personbil från biltillverkaren Tatra.
Hans Ledwinka, designade bilen när han arbetade för det österrikiska bilmärket Steyr. Han ansåg att det fanns ett behov för en mindre bil, och ritade därför bilen på sin fritid. Han erbjöd Steyr bilen, men erbjudandet mottogs inte. Han lämnade kort därefter företaget och gick tillbaka till en före detta arbetsgivare som hette Nesseldorfer Wagenfabrik och låg i Kopřivnice i Mähren, nuvarande Tjeckien. Företaget bytte kort därefter namn till Tatra. Detta skedde år 1921, och utvecklingen av T11 statade kort därefter. T11 producerades mellan åren 1923 och 1927, och det gjordes 3 847 exemplar. År 1927 tog modellen T 12 över. Det var en vidareutveckling på T11. 